# 杰克·拉格兰
杰克·威廉森·拉格兰（英語：Jack Williamson Ragland，1913年10月9日—1996年6月14日），美国男子篮球运动员，曾代表美国国家队参加1936年夏季奥运会男子篮球比赛，并获得金牌。他也曾代表卫奇塔州立大学参加校际比赛。